# Peristylus
Peristylus – rodzaj roślin z rodziny storczykowatych (Orchidaceae). Obejmuje około 100 gatunków występujących w Azji Południowo-Wschodniej, Australii i Oceanii w takich krajach i regionach jak: Andamany, Asam, Bangladesz, Archipelag Bismarcka, Borneo, Kambodża, Karoliny, Chiny, Himalaje, Fidżi, Hajnan, Hawaje, Indie, Japonia, Jawa, Korea Północna i Południowa, Laos, Małe Wyspy Sundajskie, Malezja Zachodnia, Moluki, Mjanma, Riukiu, Nepal, Nowa Kaledonia, Nikobary, Nowa Gwinea, Filipiny, Queensland, Reunion, Samoa, Wyspy Towarzystwa, Wyspy Salomona, Sri Lanka, Celebes, Sumatra, Tajwan, Tajlandia, Tonga, Vanuatu, Wietnam, Wallis i Futuna, Wyspy Cooka.

## Systematyka
Rodzaj sklasyfikowany do podplemienia Orchidinae w plemieniu Orchideae, podrodzina storczykowe (Orchidoideae), rodzina storczykowate (Orchidaceae), rząd szparagowce (Asparagales) w obrębie roślin jednoliściennych.
Wykaz gatunków
- Peristylus affinis (D.Don) Seidenf.
- Peristylus aliformis (C.Schweinf.) Renz & Vodonaivalu
- Peristylus alpinipaludosus (P.Royen) Schuit. & de Vogel
- Peristylus aristatus Lindl.
- Peristylus balaenolabium Ormerod
- Peristylus balakrishnanii Karthig., Sumathi & Jayanthi
- Peristylus banfieldii (F.M.Bailey) Lavarack
- Peristylus biermannianus (King & Pantl.) X.H.Jin, Schuit. & W.T.Jin
- Peristylus bismarckiensis (Schltr.) P.F.Hunt
- Peristylus brachypyhllus A.Rich.
- Peristylus brassii Ormerod
- Peristylus brevicalcar Carr
- Peristylus brevilobus Thwaites
- Peristylus calcaratus (Rolfe) S.Y.Hu
- Peristylus caranjensis (Dalzell) Ormerod & C.S.Kumar
- Peristylus carnosipetalus Kurzweil
- Peristylus carolinensis (Schltr.) Tuyama
- Peristylus chapaensis (Gagnep.) Seidenf.
- Peristylus chlorandrellus D.L.Jones & M.A.Clem.
- Peristylus ciliatus Carr
- Peristylus ciliolatus J.J.Sm.
- Peristylus commersonianus Lindl.
- Peristylus constrictus (Lindl.) Lindl.
- Peristylus cryptostylus (Rchb.f.) Ormerod
- Peristylus cubitalis (L.) Kraenzl.
- Peristylus cymbochilus Renz
- Peristylus densus (Lindl.) Santapau & Kapadia
- Peristylus djampangensis J.J.Sm.
- Peristylus elbertii J.J.Sm.
- Peristylus formosanus (Schltr.) T.P.Lin
- Peristylus gardneri (Hook.f.) Kraenzl.
- Peristylus goodyeroides (D.Don) Lindl.
- Peristylus gracilis Blume
- Peristylus grandis Blume
- Peristylus hallieri J.J.Sm.
- Peristylus hamiltonianus (Lindl.) Lindl.
- Peristylus hatusimanus T.Hashim.
- Peristylus hollandiae J.J.Sm.
- Peristylus holochila (Hillebr.) N.Hallé
- Peristylus holttumianus Seidenf. ex Aver.
- Peristylus holttumii Seidenf.
- Peristylus hylophiloides Ormerod
- Peristylus intrudens (Ames) Ormerod
- Peristylus iyoensis Ohwi
- Peristylus jinchuanicus K.Y.Lang
- Peristylus kerrii Seidenf.
- Peristylus kinabaluensis Carr
- Peristylus korinchensis Ridl.
- Peristylus kumaonensis Renz
- Peristylus lacertifer (Lindl.) J.J.Sm.
- Peristylus lancifolius A.Rich.
- Peristylus latilobus J.J.Sm.
- Peristylus lawii Wight
- Peristylus listeroides (Schltr.) P.F.Hunt
- Peristylus lombokensis J.J.Sm.
- Peristylus macer (Schltr.) P.F.Hunt
- Peristylus maculifer (C.Schweinf.) Renz & Vodonaivalu
- Peristylus maingayi (King & Pantl.) J.J.Wood & Ormerod
- Peristylus minimiflorus (Kraenzl.) N.Hallé
- Peristylus minimus Kurzweil & Tripetch
- Peristylus monticola (Ridl.) Seidenf.
- Peristylus mucronatus J.J.Sm.
- Peristylus nanus (Schltr.) P.F.Hunt
- Peristylus norumbus Ormerod
- Peristylus novoebudarum F.Muell.
- Peristylus ovariophorus (Schltr.) Carr
- Peristylus pachyneuroides Renz
- Peristylus pachyneurus (Schltr.) P.F.Hunt
- Peristylus palawensis (Tuyama) Tuyama
- Peristylus parishii Rchb.f.
- Peristylus phuwuanensis Kurzweil
- Peristylus plantagineus (Lindl.) Lindl.
- Peristylus ponerostachys (Rchb.f.) Ormerod
- Peristylus prainii (Hook.f.) Kraenzl.
- Peristylus pseudophrys (King & Pantl.) Kraenzl.
- Peristylus reticulatus (Ames) Ormerod
- Peristylus richardianus Wight
- Peristylus rigidus Kurzweil
- Peristylus rindjaniensis J.J.Sm.
- Peristylus sahanii Kumar, G.S.Rawat & Jalal
- Peristylus secundus (Lindl.) Rathakr.
- Peristylus setifer Tuyama
- Peristylus silvicola (Schltr.) P.F.Hunt
- Peristylus societatis (Drake) N.Hallé
- Peristylus spathulatus J.J.Sm.
- Peristylus spiralis A.Rich.
- Peristylus staminodiatus J.J.Sm.
- Peristylus stenodon (Rchb.f.) Kores
- Peristylus stocksii (Hook.f.) Kraenzl.
- Peristylus subaphyllus (Gagnep.) Seidenf.
- Peristylus tentaculatus (Lindl.) J.J.Sm.
- Peristylus tenuicallus Ormerod
- Peristylus timorensis (Ridl.) J.J.Wood & Ormerod
- Peristylus tipulifer (C.S.P.Parish & Rchb.f.) Mukerjee
- Peristylus tobensis J.J.Sm.
- Peristylus tradescantiifolius (Rchb.f.) Kores
- Peristylus triaena (Schltr.) P.F.Hunt
- Peristylus tricallosus J.J.Sm.
- Peristylus trimenii (Hook.f.) Abeyw.
- Peristylus umbonatus (Schltr.) P.F.Hunt
- Peristylus unguiculatus J.J.Sm.
- Peristylus wheatleyi P.J.Cribb & B.A.Lewis
- Peristylus whistleri P.J.Cribb